# نظریه سبد سهام مدرن

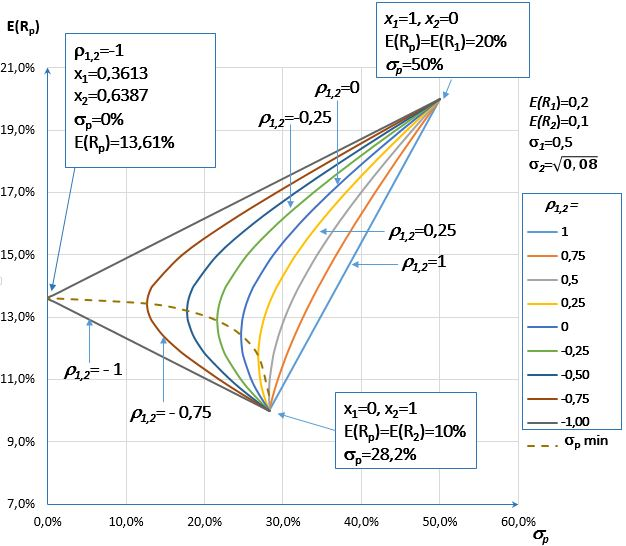
نمونه کار شده از یک سبد دارایی دو دارایی با بازده و ریسک‌های مورد انتظار ثابت و ضرایب و وزن‌های همبستگی متغیر.

نظریه سبد سهام مدرن یا نظریه پورتفولیوی مدرن یا تحلیل میانگین واریانس، چارچوبی ریاضیاتی برای جمع‌آوری سبدی از دارایی‌ها به نحوی است که بازگشت مورد انتظار برای یک سطح ریسک داده شده که تحت عنوان واریانس تعریف می‌شود حداکثر شود. بینش کلیدی آن این است که ریسک و بازگشت دارایی نباید به خودی خود ارزیابی شود بلکه چگونگی سهم آن در ریسک و بازگشت کلی سبد باید آن را ارزیابی کند.
اقتصاددان هری مارکوویتز این نظریه را در نوشته‌ای در سال ۱۹۵۲ معرفی کرد،و بعدها به خاطر آن جایزه یادبود نوبل علوم اقتصادی را برنده شد.